# Рубиловская волость
Рубиловская волость — бывшая административно-территориальная единица 3-го уровня (с 1995 до 2010) в Островском районе Псковской области России.
Административным центром была деревня Дубки.

## География
Территория бывшей волости находилась на самом юго-западе района.

## Населённые пункты
В состав Рубиловской волости входило 36 деревень: Ан-Губа, Анисимово, Антуши, Апанькино,  Боровково, Брюкаши, Ваньково, Гольнево, Дубки, Елагино, Елины, Жгутово, Захаркино, Зорино, Кахново,  Кожино, Колотилы, Крехово, Курташи, Курцево, Микузы, Пезлово, Перевоз, Песково, Покровские,  Пустошка, Сиполи,  Стержнево, Стрижково, Тележники, Устье, Холматка, Шелгуны, Шмыки, Юрино, Юшково.

## История
Территория современной волости в 1927 году вошла в Островский район в виде ряда сельсоветов, в том числе Рубиловского сельсовета.
Указом Президиума Верховного Совета РСФСР от 16 июня 1954 года в Рубиловский сельсовет был включён Пустошинский сельсовет.
Постановлением Псковского областного Собрания депутатов от 26 января 1995 года все сельсоветы в Псковской области были переименованы в волости, в том числе Рубиловский сельсовет был превращён в Рубиловскую волость.
Законом Псковской области от 28 февраля 2005 года в границах соседней Калининской (с центром в деревне Рубилово) и Бережанской волостей было образовано муниципальное образование Бережанская волость с центром в деревне Карпово.
На референдуме 11 октября 2009 года было поддержано объединение Бережанской волости с Рубиловской волостью (с центром в деревне Дубки).
Согласно Областному Закону № 984-ОЗ от 3 июня 2010 года и новой редакцией Областного Закона «Об установлении границ и статусе вновь образуемых муниципальных образований на территории Псковской области» Рубиловская волость была упразднена и включена в Бережанскую волость с центром в городе Остров, причём бывший волостной центр — деревня Карпово — был передан в состав соседней Волковской волости.